# Bilbao
Bilbao (bask. Bilbo) – miasto w północnej Hiszpanii, w regionie Kraj Basków, u ujścia rzeki Nervión do Zatoki Biskajskiej Oceanu Atlantyckiego, siedziba administracyjna prowincji Biskaja. W 2019 liczyło ok. 346 405 mieszkańców. Wraz z przyległymi miejscowościami tworzy obszar metropolitalny Gran Bilbao.

## Klimat
Bilbao znajduje się w strefie klimatu subtropikalnego typu oceanicznego, z łagodnymi zimami i umiarkowanie ciepłymi latami. Średnia roczna temperatura wynosi 19 °C w dzień i 10 °C w nocy. Według Europejskiej Agencji Środowiska, Bilbao leży w obrębie atlantyckiego regionu biogeograficznego.
Średnia temperatura najchłodniejszych miesięcy – grudnia, stycznia i lutego – wynosi około 14 °C w dzień i 5 °C w nocy. Średnia dobowa temperatura morza w zimie wynosi 13 °C. Opady śniegu są rzadkie, średnio 2 dni rocznie. Nocne przymrozki występują przez 9 dni rocznie, średnio po 2–3 dni w grudniu, styczniu i lutym. Okres z letnimi temperaturami zaczyna się w maju i kończy w październiku. W najcieplejszym miesiącu roku – sierpniu – średnia temperatura wynosi wokół 26 °C w ciągu dnia, 15 °C w nocy, a średnia dobowa temperatura morza – 21 °C. Generalnie, zimy w Bilbao, jak i w pozostałej części Costa Verde, pod względem temperatur przypominają zimy z basenu Morza Śródziemnego, np. z Monako, natomiast lato jest umiarkowanie ciepłe i przypomina lato z północnej połowy Europy, np. Paryża.
Bilbao ma aż 1100–1200 mm deszczu rocznie oraz ponad 120 dni deszczowych rocznie przy opadach ≥1mm, 170 dni deszczowych rocznie przy opadach ≥0,1mm. Opady wahają się średnio od 7–11 dni w lipcu do 13–16 dni deszczowych w styczniu. Klimat Bilbao charakteryzuje się dużą ilością deszczu, jak i dużą liczbą dni deszczowych w skali europejskiej. Średnia roczna wilgotność wynosi 70%, od 68% w marcu do 73% w listopadzie. Miasto ma około 1600 godzin czystej słonecznej pogody rocznie, od 78 h (2,5 godziny dziennie, około dwa razy więcej niż w Polsce) w grudniu do 186 h (średnio 6 godzin czystego słońca na dobę, około 25% mniej niż w Polsce) w lipcu. Jest to jedno z najniższych wartości słonecznych w Europie Południowej.
| Miesiąc | Sty  | Lut  | Mar  | Kwi  | Maj  | Cze  | Lip  | Sie  | Wrz  | Paź  | Lis  | Gru  | Roczna |
| --- | ---- | ---- | ---- | ---- | ---- | ---- | ---- | ---- | ---- | ---- | ---- | ---- | ------ |
| Średnie temperatury w dzień [°C]                                                                                                  | 13,4 | 14,3 | 16,5 | 17,6 | 20,8 | 23,4 | 25,4 | 26,0 | 24,6 | 21,6 | 16,6 | 13,9 | 19,5   |
| Średnie dobowe temperatury [°C]                                                                                                   | 9,3  | 9,7  | 11,5 | 12,6 | 15,7 | 18,4 | 20,4 | 20,9 | 19,2 | 16,4 | 12,4 | 9,9  | 14,7   |
| Średnie temperatury w nocy [°C]                                                                                                   | 5,1  | 5,1  | 6,4  | 7,6  | 10,6 | 13,4 | 15,4 | 15,7 | 13,8 | 11,4 | 8,1  | 5,9  | 9,9    |
| Opady [mm] | 120  | 86   | 90   | 107  | 78   | 60   | 50   | 76   | 73   | 111  | 147  | 122  | 1134   |
| Średnia liczba dni z opadami | 12,6 | 10,6 | 10,5 | 12,5 | 10,5 | 7,2  | 7,0  | 7,9  | 8,3  | 10,8 | 12,7 | 12,3 | 124    |
| Wilgotność [%] | 72   | 69   | 68   | 69   | 69   | 70   | 71   | 72   | 71   | 71   | 73   | 72   | 70     |
| Średnie usłonecznienie [h] | 85   | 97   | 132  | 138  | 169  | 180  | 186  | 179  | 160  | 126  | 88   | 78   | 1610   |
| Źródło: Agencia Estatal de Meteorología (liczba dni z opadami dla wartości 1 mm, wysokość 42 m n.p.m., 13 km od morza, 1981–2010) |      |      |      |      |      |      |      |      |      |      |      |      |        |

| Sty  | Lut  | Mar  | Kwi  | Maj  | Cze  | Lip  | Sie  | Wrz  | Paź  | Lis  | Gru  | Rok  |
| ---- | ---- | ---- | ---- | ---- | ---- | ---- | ---- | ---- | ---- | ---- | ---- | ---- |
| 12,9 | 12,6 | 12,7 | 13,9 | 16,0 | 18,7 | 20,2 | 21,2 | 20,6 | 18,8 | 16,5 | 14,3 | 16,5 |

## Historia
Bilbao prawa miejskie nadane zostały w 1300 roku. Przez wieki był to port eksportujący żelazo i wełnę.
Od XIX wieku miasto stało się jednym z głównych ośrodków przemysłowych Hiszpanii oraz centrum baskijskiego ruchu narodowego. W latach 1936–1937 stolica autonomicznej Republiki Baskijskiej, krwawo spacyfikowanej przez wojska gen. Francisco Franco.
Obecnie główny ośrodek gospodarczy i najważniejsze miasto regionu. Różnorodny przemysł: wydobycie i przetwórstwo rud żelaza i metali nieżelaznych, zakłady przemysłu maszynowego, chemicznego, przetwórstwa spożywczego, stocznia.

## Zabytki i warte zobaczenia
- układ urbanistyczny z XIV wieku
- katedra św. Jakuba
- kościół San Antón
- bazylika Begoña
- Most Biskajski – most gondolowy z XIX wieku
- Muzeum Guggenheima w Bilbao i Pająk (Maman) – rzeźba Louise Bourgeois
- Azkuna Zentroa – Centrum Kultury i Rekreacji – budynek z 1909 w latach 90. XX w. przebudowane wnętrza na ośrodek sportowo-kulturalny
- Zubi Zuri – most dla pieszych

## Demografia
Według danych hiszpańskiego Ministerstwa Rozwoju tzw. Wielki Zespół Miejski Bilbao (hiszp. Grande Área Urbana) ma 910 578 mieszkańców na powierzchni 504 km², w latach 2001–2011 nastąpił wzrost ludności o 14 809 osób, co stanowi wzrost o 1,65%.

### Populacja mieszkańców w 2019 r.
W 2019 r. populacja mieszkańców wyniosła: 346 843. W tym 163 563 mężczyzn oraz 183 280 kobiet. Gęstość zaludnienia wyniosła 8396,1 mieszkańca/km².

## Transport
W mieście sprawną komunikację zapewnia szybki tramwaj EuskoTren, nowoczesne metro oraz autobusy. Bilbao jest ważnym węzłem komunikacyjnym w północnej Hiszpanii, główną stacją kolejową jest Bilbao Abando, inne to Bilbao-Atxuri. Miasto posiada międzynarodowy port lotniczy Bilbao i międzynarodowy port morski.

## Kultura
Miasto jest centrum kulturalnym Kraju Basków. Działają w nim 2 uniwersytety. Bilbao stara się przyciągnąć turystów, budując muzea (z których najgłośniejsze jest, otwarte w październiku 1997, słynne Muzeum Guggenheima, zaprojektowane przez Franka Gehry’ego) sale wystawowe i koncertowe (Palacio Euskalduna), zagospodarowując dawne tereny przemysłowe i ściągając sławnych architektów (Frank Gehry, Norman Foster, Santiago Calatrava). Największym wieżowcem w mieście jest Torre Iberdrola.
W tym mieście znajduje się też teatr operowy, wystawiający opery światowego repertuaru – Teatro Arriaga. Z tą instytucją współpracują artyści światowej klasy, jak np. Ildebrando D’Arcangelo.
W Bilbao odbywa się coroczny festiwal górski.
Miasto jest tematem piosenki Bilbao song pochodzącej z musicalu autorsko-kompozytorskiego trio Hauptmann – Brecht – Weil zatytułowanego Happy End. Hołd dla miejscowej publiczności jest też utwór Song for Bilbao amerykańskiej grupy muzycznej Pat Metheny Group. Miasto pojawia się też na początku filmu z Jamesem Bondem z 1999 roku Świat to za mało.

## Sport
Podobnie, jak w innych miastach o tej wielkości i znaczeniu, ważną pozycję w życiu miasta zajmuje sport. Najbardziej znaną drużyną jest klub piłkarski Athletic Bilbao, grające w hiszpańskiej La Liga. Klub piłkarski swoje mecze rozgrywa na stadionie San Mamés.

## Galeria

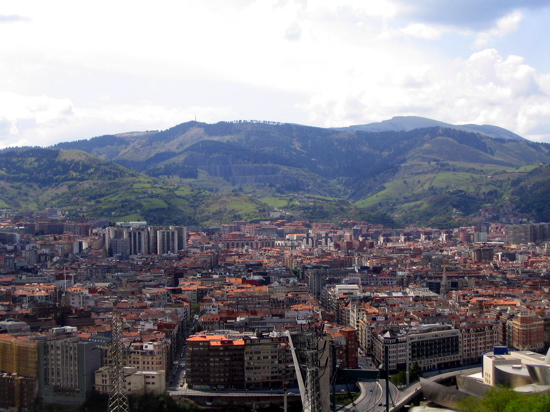
Widok miasta
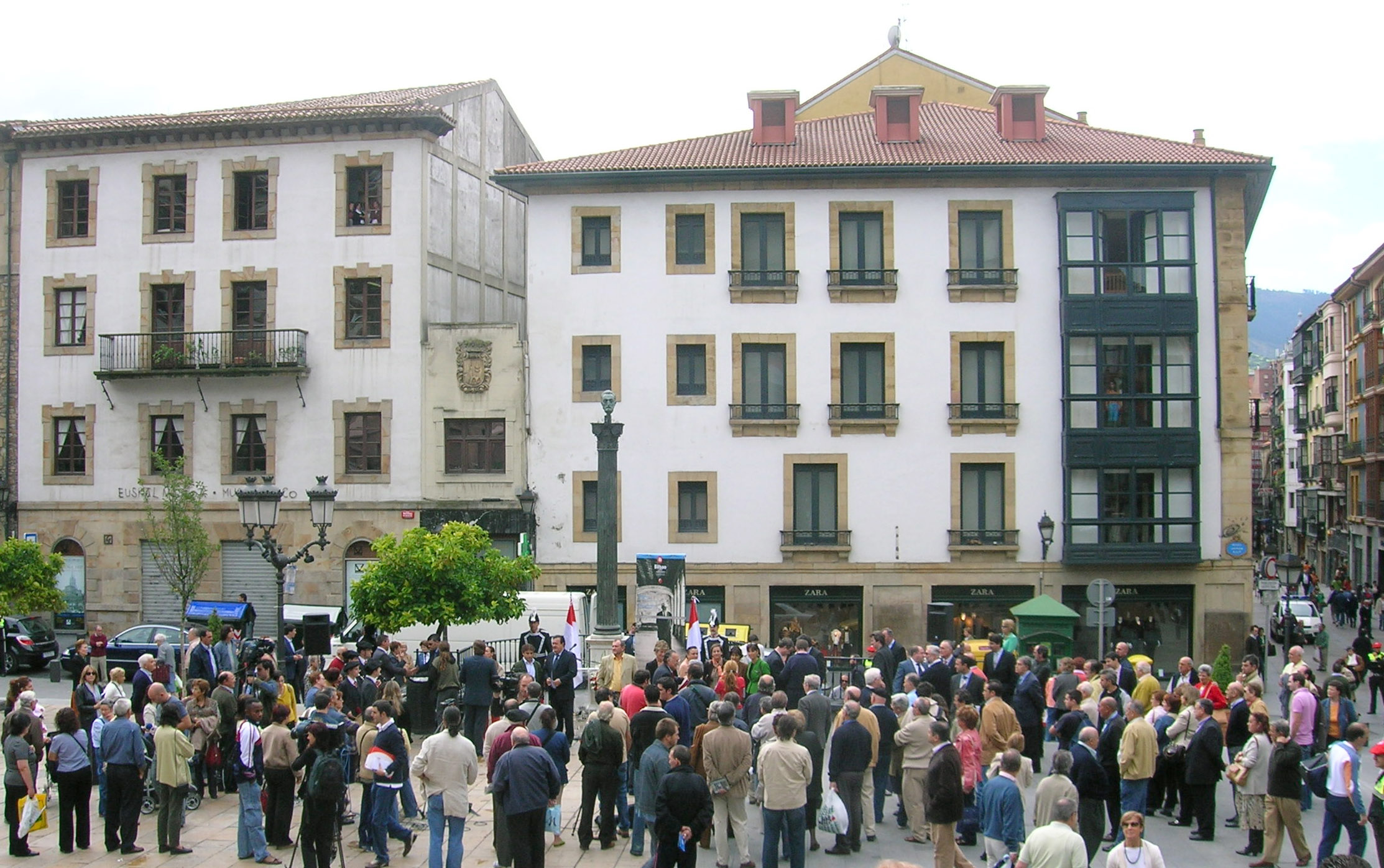
Plac Unamuno
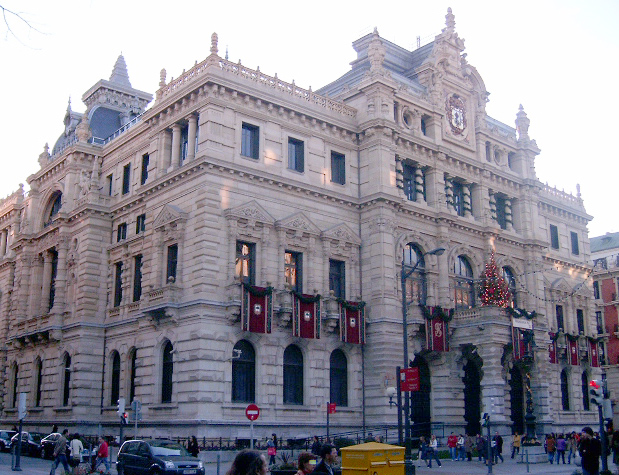
Pałac Rady Prowincji Vizcaya
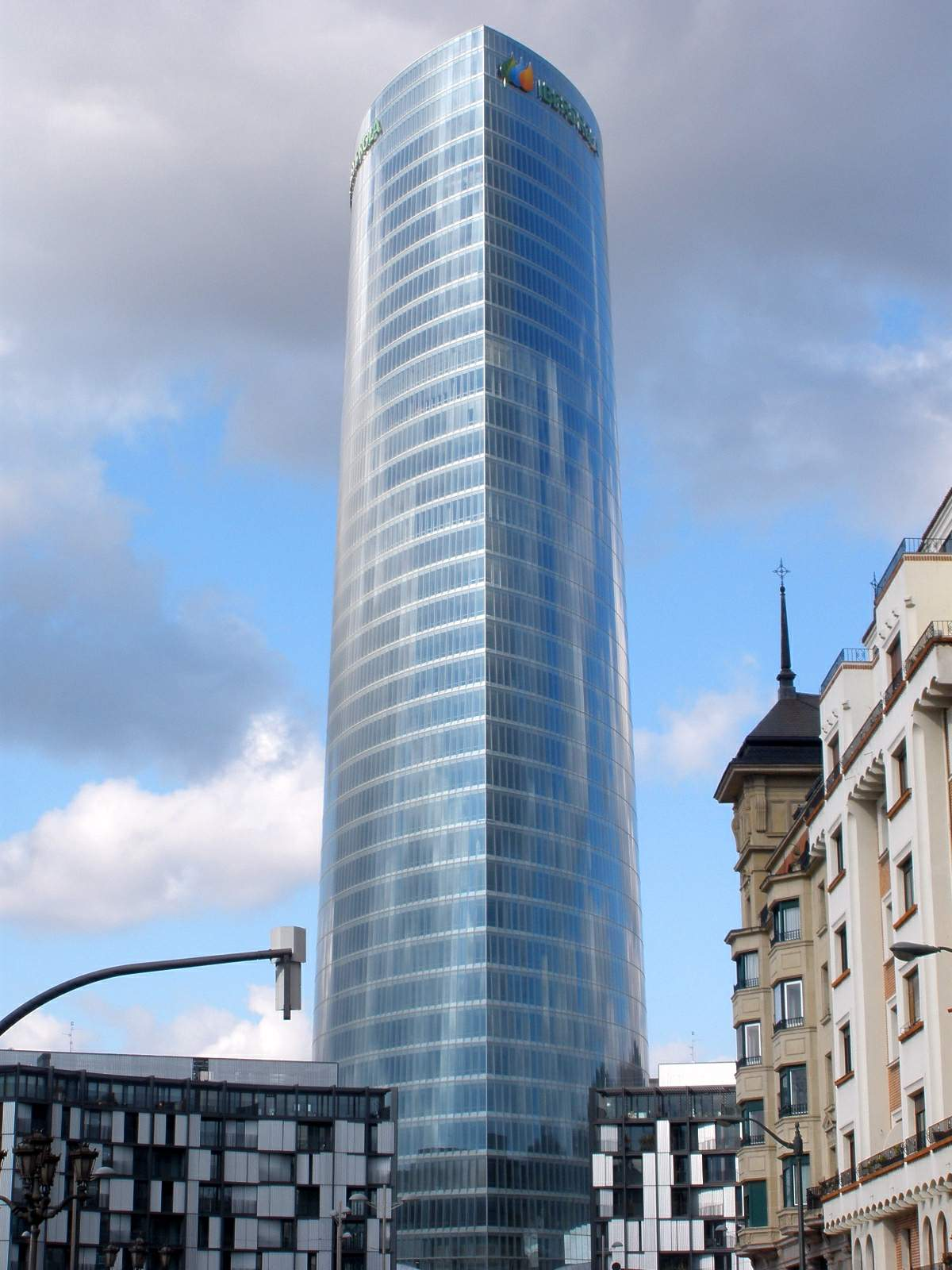
Torre Iberdrola
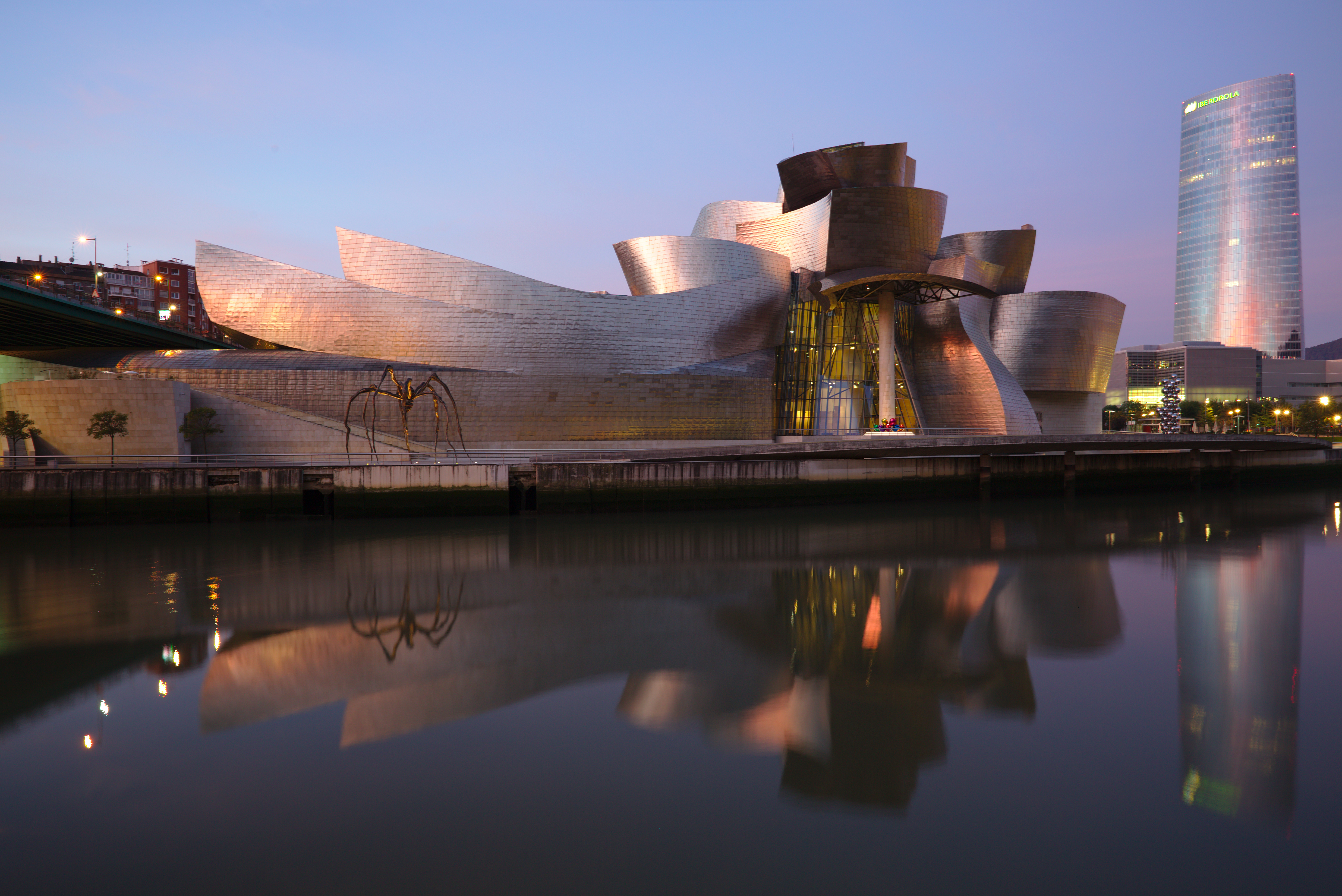
Muzeum Guggenheima w Bilbao
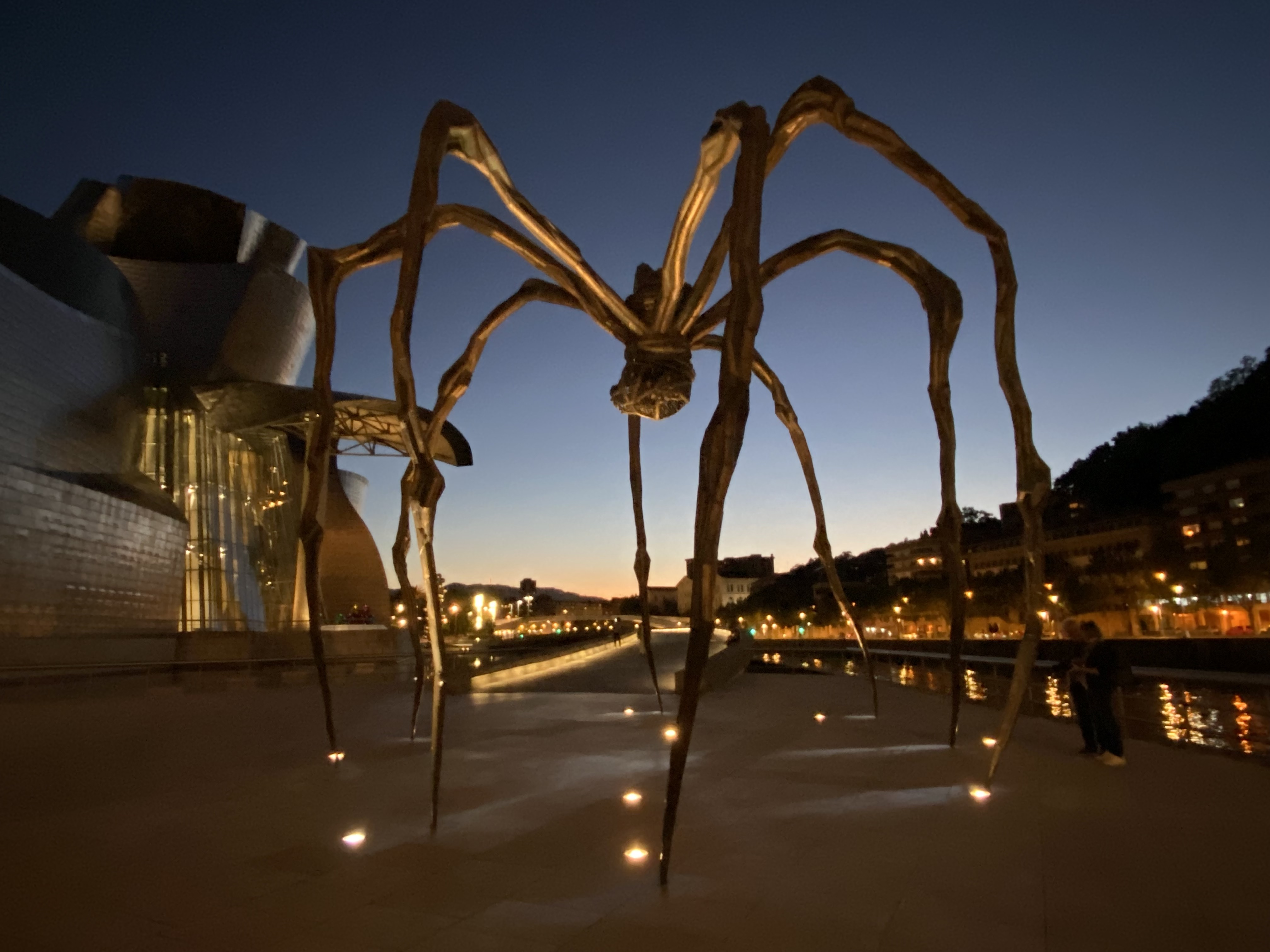
Muzeum Guggenheima w Bilbao i „Maman” (Pająk)
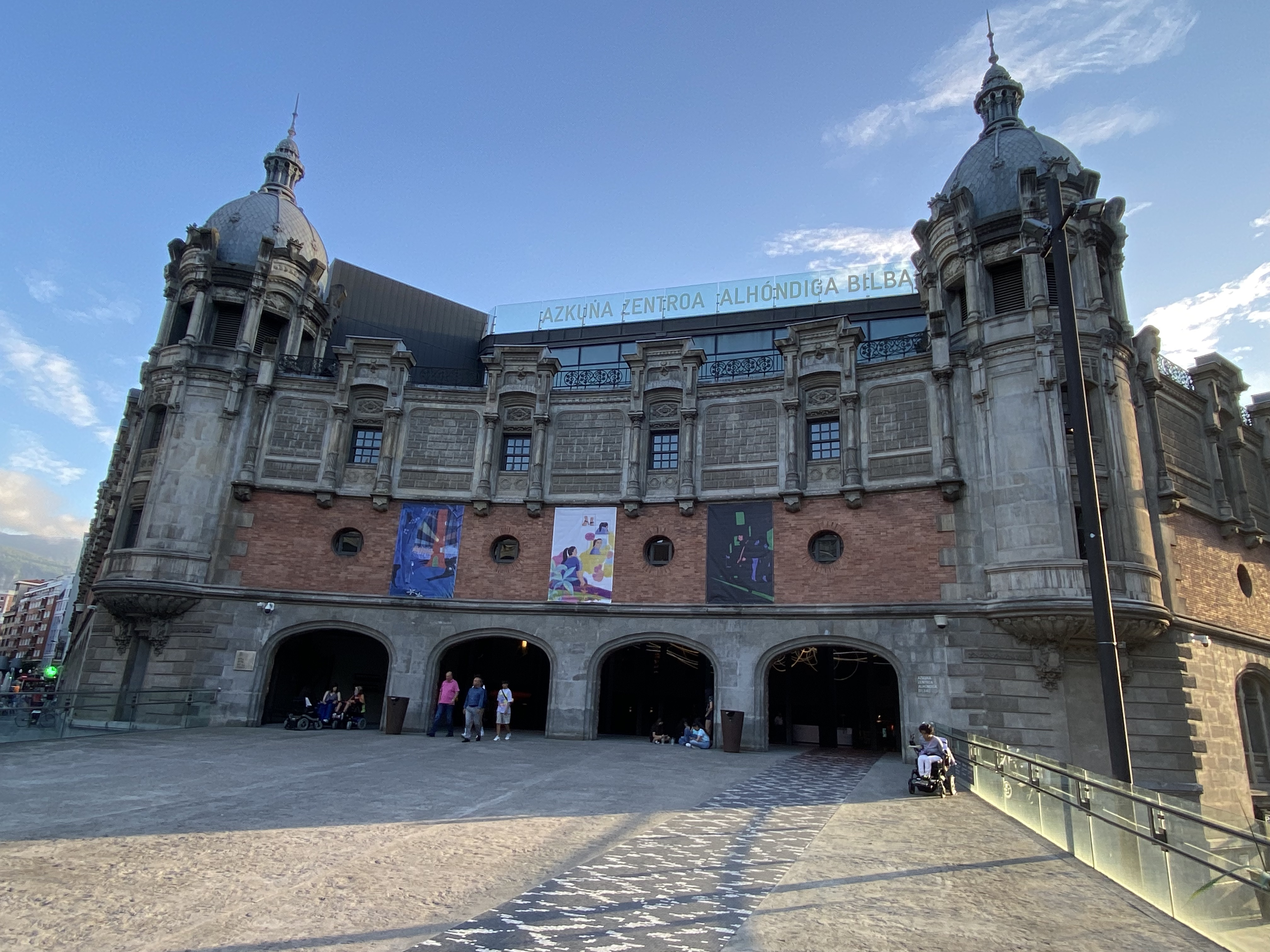
Azkuna Zentroa – wejście główne
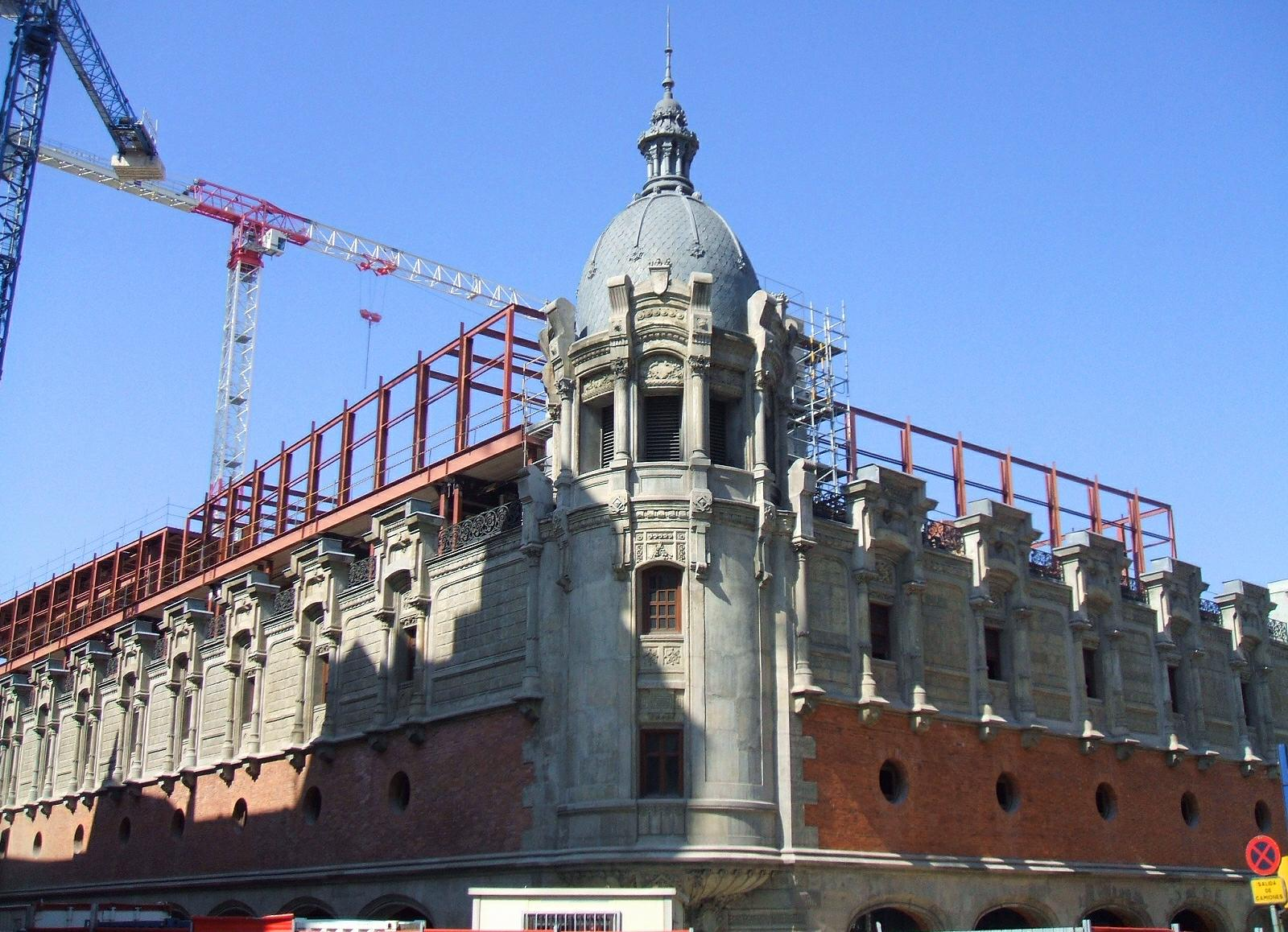
Azkuna Zentroa podczas przebudowy w latach 90. XX w.
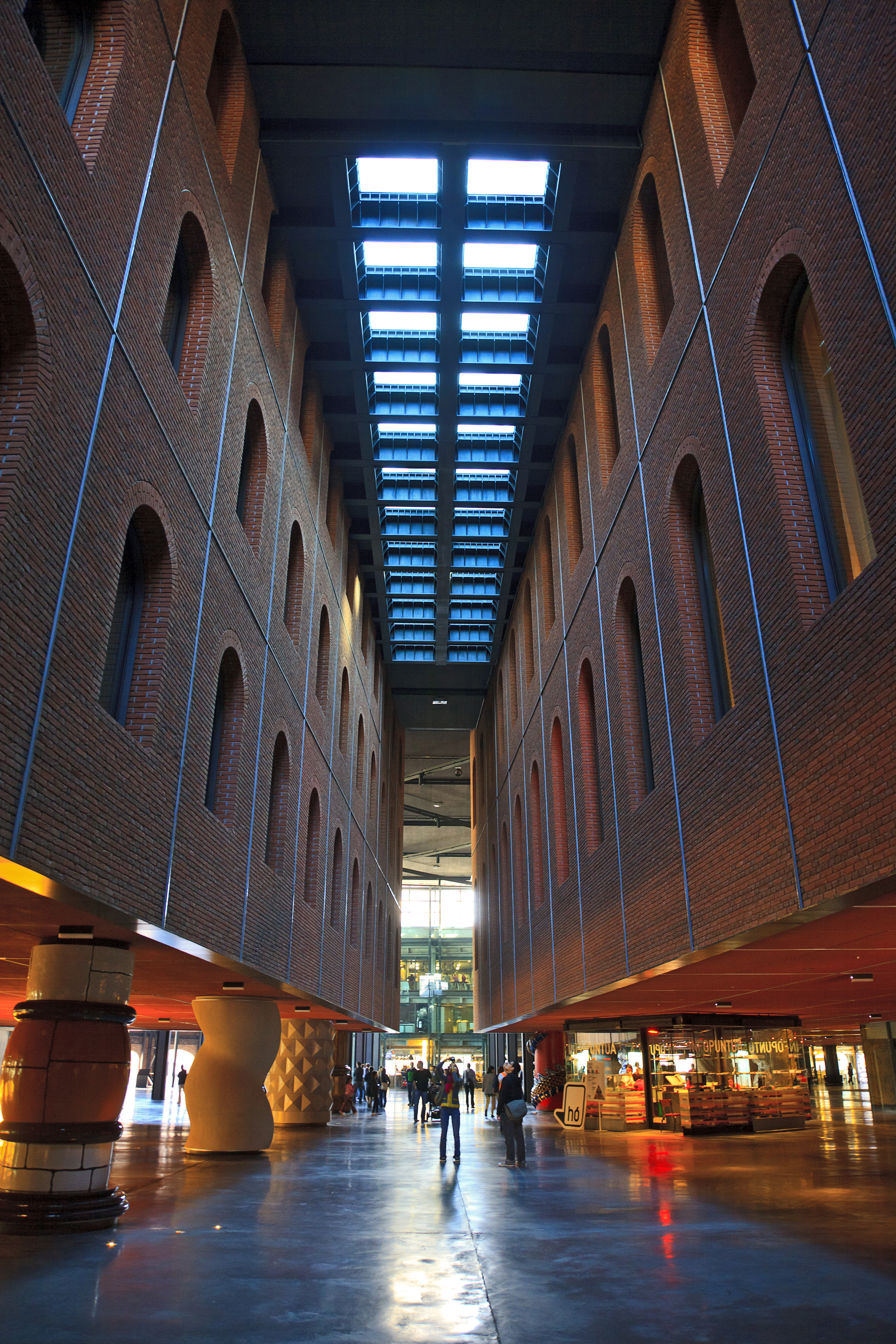
Wnętrze Azkuna Zentroa
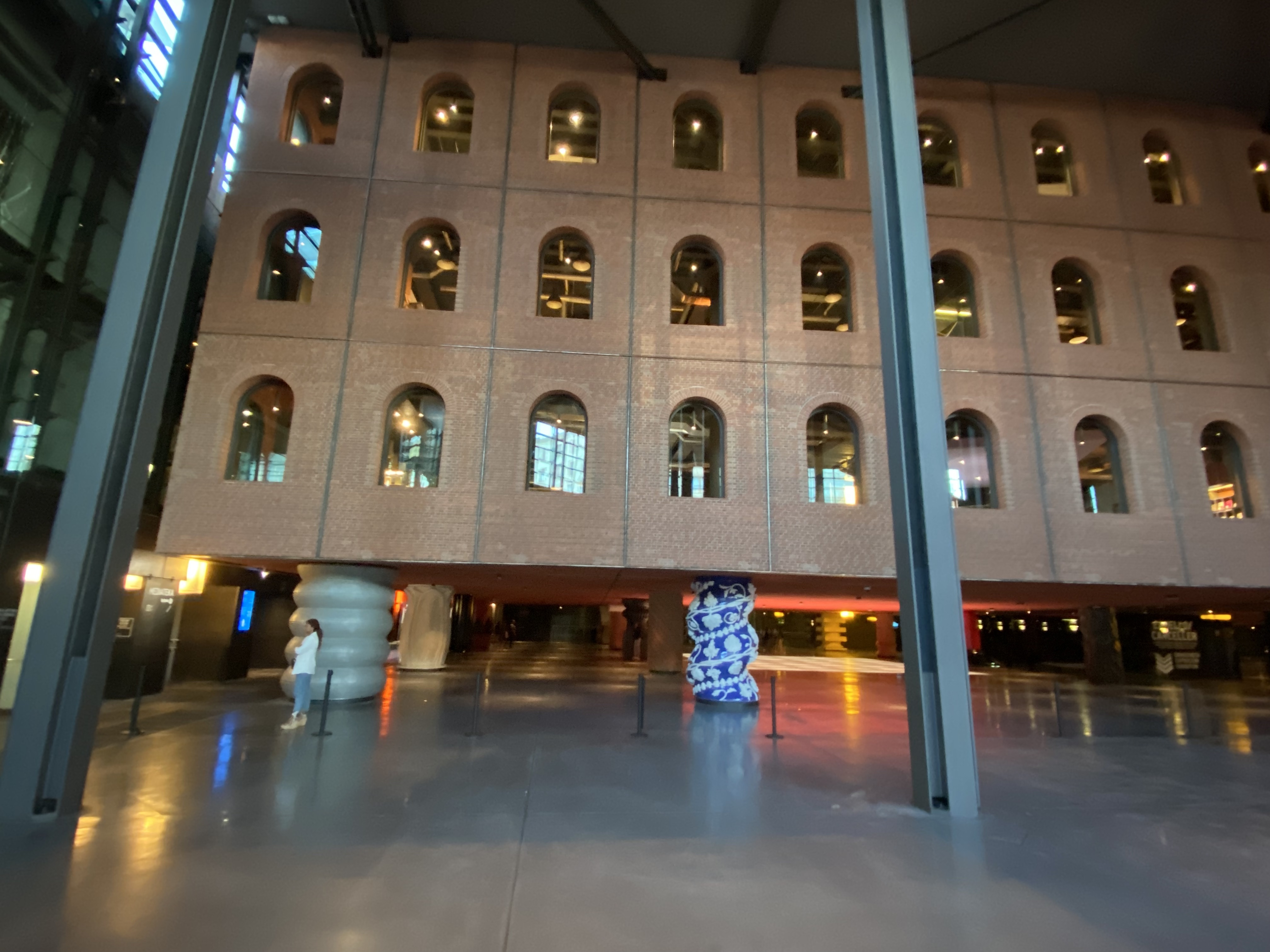
Wnętrze Azkuna Zentroa
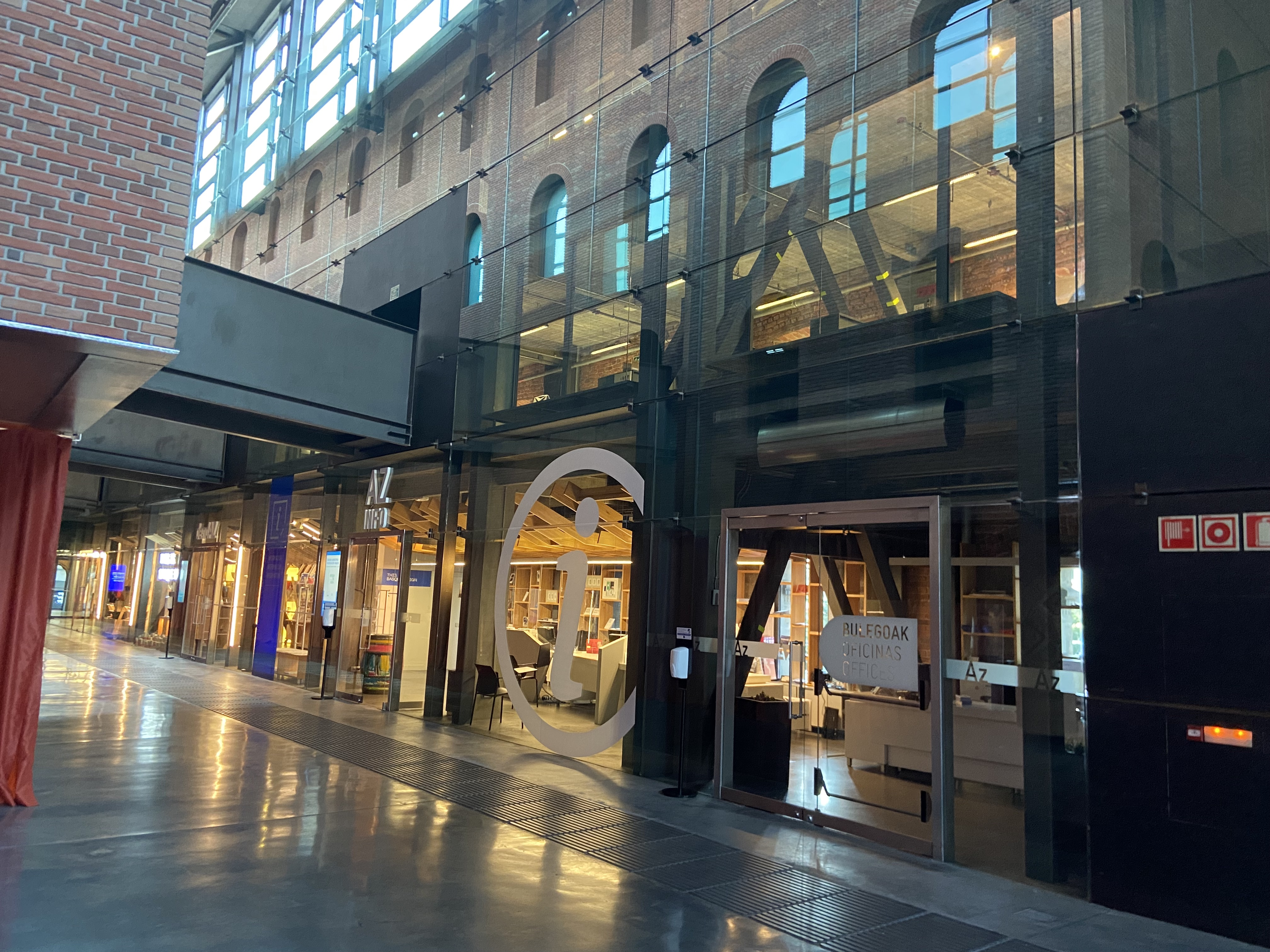
Wnętrze Azkuna Zentroa
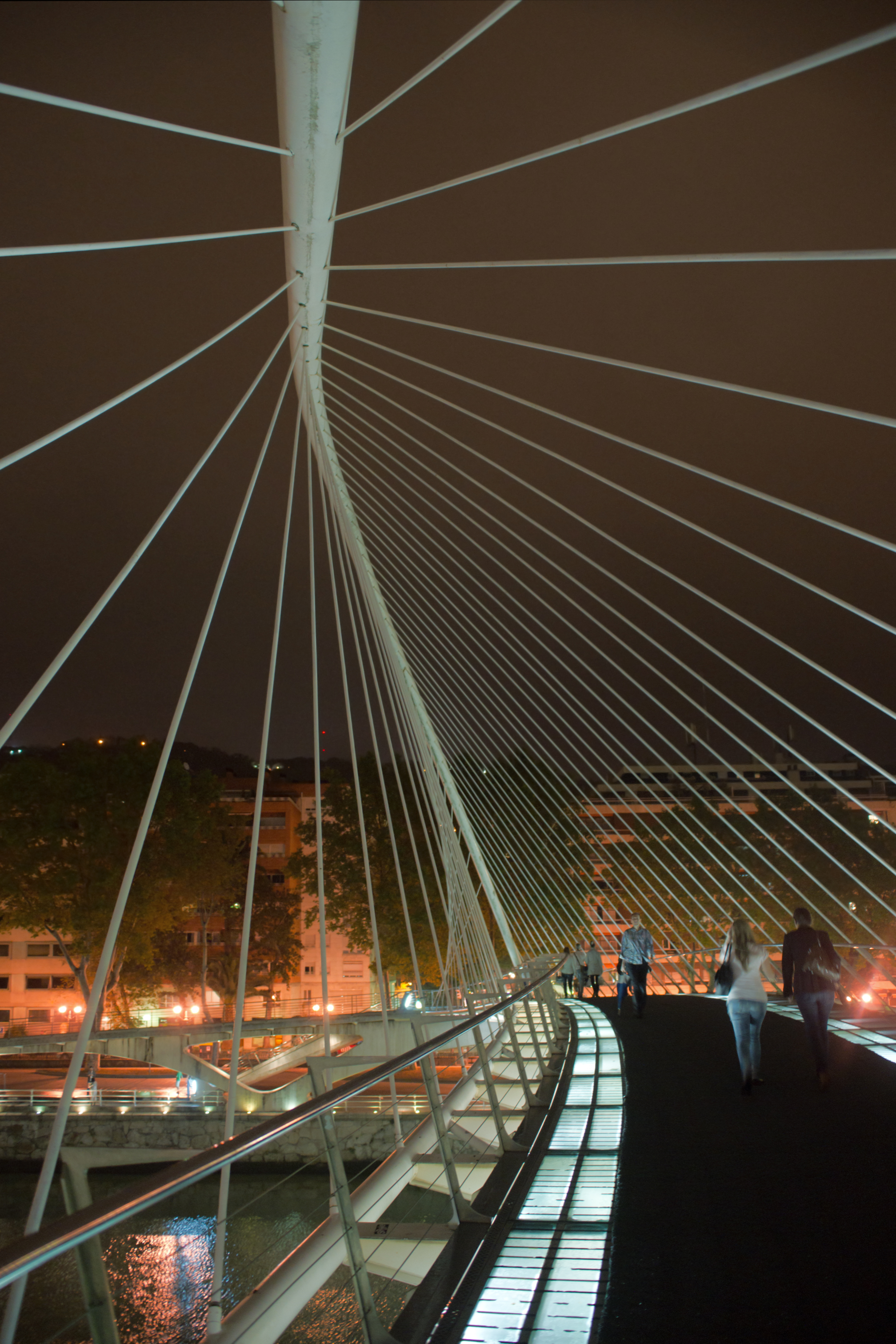
Most dla pieszych Zubi Zuri w nocy
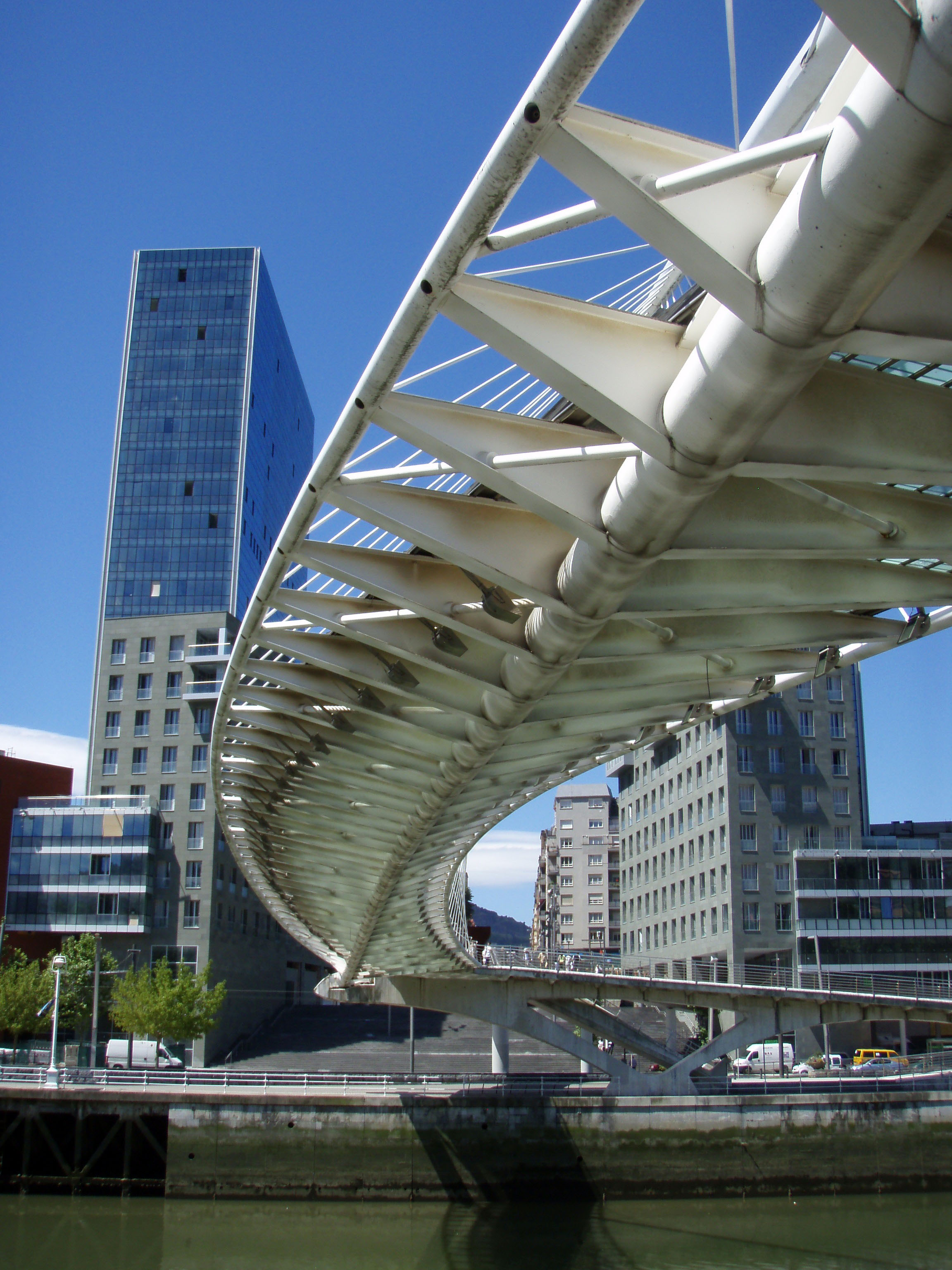
Most dla pieszych Zubi Zuri od dołu

## Miasta partnerskie
- Monterrey (Meksyk)
- Buenos Aires (Argentyna)
- Pittsburgh (USA)
- Qingdao (Chiny)
- Rosario (Argentyna)
- Tbilisi (Gruzja)
- Praga (Czechy)
- Mediolan (Włochy)